# Cámara Árabe Mexicana de Industria y Comercio
La Cámara Árabe Mexicana de Industria y Comercio (CAMIC) es el único organismo especializado en México, con 20 años de experiencia en la promoción y el fortalecimiento de las relaciones comerciales entre México y los 22 países que conforman la Liga de Estados Árabes.

## Historia
Fundada en 1997 con el objetivo de fomentar las relaciones comerciales entre México y los 22 países que conforman la Liga Árabe. Antes de la creación de dicha cámara, no existía un organismo especializado en México dedicado a promover la diversificación comercial entre México y la región del Medio Oriente y el Norte de África.
La CAMIC a través de publicaciones comerciales y económicas, la colaboración con empresarios y embajadores; y la organización de eventos y misiones, ha apoyado a las empresas mexicanas y árabes a expandir su alcance comercial en un nuevo mercado.  
Desde 2005, la Cámara Árabe Mexicana cuenta con el estatus consultivo del Consejo Económico y Social de las Naciones Unidas (ECOSOC) y es la única cámara de comercio en México que forma parte de este conjunto de entidades de las Naciones Unidas (ONU).
En 2016, la Cámara Árabe Mexicana abrió una oficina de representación en el Cairo,Egipto y en 2017, fue incluida  como miembro del Consejo de Negocios México - Egipto.

## Actividades
La Cámara Árabe Mexicana ha apoyado a más de 900 empresas mexicanas durante todo el proceso de exportación, a través de servicios comerciales especializados.  Asimismo, la Cámara Árabe Mexicana se ha encargado de apoyar a las Embajadas de los Países Árabes con los siguientes servicios:
- Agendas comerciales [7]
- Listas de distribuidores y proveedores
- Estadísticas de comercio
- Estudios Sectoriales
- Guías de inversión
- Perfiles económicos de México

## Socios
La Cámara Árabe Mexicana de Industria y Comercio cuenta con un importante número de empresas mexicanas dentro de sus socios. Estas empresas representan una amplia gama de sectores entre los que destacan el sector alimenticio, energético, de la construcción y farmacéutico. 
Dentro de los socios de la CAMIC se encuentran empresas de renombre internacional tales como: CEMEX, uno de los mayores proveedores de cemento en el mundo; Internacional Farmacéutica, enfocado en la manufacturación de dispositivos médicos ; Jumex, Mabe, Samsung Electronics, Dunn Arquitectura Ligera y SuKarne.

## Socios Estratégicos
La Cámara Árabe Mexicana de Industria y Comercio cuenta con socios estratégicos que son todas aquellas empresas de servicios complementarios que apoyan la misión de la Cámara de ser una asesoría en todo el proceso de exportación para las empresas mexicanas.

## Alianzas Estratégicas
Como parte de las estrategias para fortalecer las relaciones comerciales entre México y los Países Árabes, la Cámara Árabe Mexicana ha logrado concretar la firma de dos Memorándum de Entendimiento con Egyptian Businessmen Association y Federation of Egyptian Industries en febrero de 2017 y con Jordanian Businessmen Association en abril de 2018. Ambos Memorándum se concretaron con la finalidad de promover el intercambio y la cooperación entre México y estas dos asociaciones empresariales.

## Relación con organismos
La Cámara Árabe Mexicana ha sido apoyada por diversos organismos gubernamentales para el cumplimiento de su objetivo, como son:
- Senado de la República [12]
- Secretaría de Relaciones Exteriores (México) (SRE)
- Secretaría de Economía (México) (SE)
- Secretaría de Agricultura, Ganadería, Desarrollo Rural, Pesca y Alimentación (SAGARPA) [13]
- Banco Nacional de Comercio Exterior (México) (Bancomext) [14][15]
- Servicio Nacional de Sanidad, Inocuidad y Calidad Agroalimentaria (SENASICA)
- Agencia Mexicana de Cooperación Internacional para el Desarrollo (AMEXCID)
- Consejo Empresarial Mexicano de Comercio Exterior (COMCE)

## Organigrama

### Consejo Directivo[16]
Presidenta:
- Yemile Mariana Tuma

Secretario general y tesorero:
- Omar El Gohary

Vicepresidente:
- Emilio Mahuad Gantus

Vicepresidente para los Países del Consejo de Cooperación del Golfo:
- José Méndez y Suárez

Consejeros:
- Amalia Rius Abud
- Guy Jean Savoir
- Nouhad Mahmoud
- Jorge Álvarez Fuentes
- Magdalena Carral Cuevas